# دائرة فيرفييتوا
دائرة فيرفييتوا  هي دائرة إدارية في بلجيكا، تتبع لياج.

## الموقع
تشترك في الحدود مع:
- Arrondissement of Marche-en-Famenne [الإنجليزية]‏
- Arrondissement of Bastogne [الإنجليزية]‏
- كانتونة كليرفوكس.

## التقسيمات الإدارية
- Amel [الإنجليزية]‏
- Aubel [الإنجليزية]‏
- Baelen [الإنجليزية]‏
- بلومبيير
- Burg-Reuland [الإنجليزية]‏
- Büllingen [الإنجليزية]‏
- Bütgenbach [الإنجليزية]‏
- Dison [الإنجليزية]‏
- أوبن
- Herve [الإنجليزية]‏
- Jalhay [الإنجليزية]‏
- كيلميس
- Lierneux [الإنجليزية]‏
- Limbourg [الإنجليزية]‏
- Lontzen [الإنجليزية]‏
- Malmedy [الإنجليزية]‏
- أولن
- Pepinster [الإنجليزية]‏
- Raeren [الإنجليزية]‏
- سانت فيث
- سبا (بلجيكا)
- ستافيلو
- Stoumont [الإنجليزية]‏
- تو [الإنجليزية]‏
- Thimister-Clermont [الإنجليزية]‏
- Trois-Ponts [الإنجليزية]‏
- فيرفييتوا
- فيمز [الإنجليزية]‏
- Welkenraedt [الإنجليزية]‏.